# Ofo
Ofo ali Mosopelea (tudi Ofoe, Ofogoula), pleme Indijancev iz družine Siouan, katerega prvi znani dom je bil ob prihodu Francozov (Marquette) v jugozahodnem Ohiu, kasneje pa na spodnjem toku reke Yazoo, kjer so bili znani kot Ofo ali Ofogoula. Zadnjega živega pripadnika je John Reed Swanton našel leta 1908 med Indijanci Tunica v Louisiani.

## Ime
Ime Mosopelea ni pojasnjeno in je verjetno Algonquian izvora. Druga imena zanje, Ofo ali Ofogoula, imajo verjeten pomen "Dog People," izpeljan iz  'ofi okla'  (okla=ljudje). To ime je verjetno, saj je že znano, da so jih druga plemena imenovala "pasji ljudje". Ime Chonque je zabeležil Tonti (1690.), možne različice imena Mosopelea pa so tudi Ouesperie, Ossipe in Ushpee.

## Jezik
Jezik Mosopelea, ali natančneje Ofogoula, pripada družini Siouan, kar je ugotovil Swanton na podlagi preiskave zadnje preživele pripadnice plemena |Rose Pierrette, kar je leta 1912 privedlo do izdaje slovarja.

## Zgodovina
Indijanci Mosopelea so problematični zaradi svoje natančne identifikacije z Indijanci Ofo z reke Yazoo. Območje jugozahodnega Ohia so zapustili že pred letom 1673 in se naselili na območju reke Cumberlanda, kamor so jih morda potisnili Irokezi med bobrovimi vojnami. Tukaj na Cumberlandu so na Coxovi karti označeni kot Ouesperie. Kasneje, proti koncu 17. stoletja, jih za kratek čas najdemo med Indijanci Quapaw na srednjem toku reke Arkansas v Arkansasu, vendar je del njih že pred letom 1686 prispel med Indijance Taensa. Zakaj so Ofi zapustili območje Arkansasa, ni znano. Ko so se njihovi novi sosedje Yazoo in Koroa pridružili uporu Natchezov, so Ofogoule to zavrnile pridružitev in odšle živeti s Tunicami, zavezniki in prijatelji Francozov. Nekaj pred letom 1739 so živeli pri Fort Rosalie, kjer so ostali do leta 1758. Kasneje (1784) so imeli naselje na zahodnem bregu Mississippija, 8 mi (13 km) od Point Coupée. Kasneje se o njih ni slišalo nič več. Šele leta 1908 je Swanton našel zadnjo Ofogoulo med Indijanci Tunica blizu Marksvillea v Louisiani, kar je omogočilo jezikovno klasifikacijo tega plemena v družino Siouan. Rosa Pierrette, zadnja pripadnica Indijancev Ofogoula, je umrla leta 1915.

## Populacija
Število Mosopelea plemenaje bilo okoli 600 (1700), leta 1758 pa je padlo na 100. Od teh sto, ki so živeli pri utrdbi Fort Rosalie, ki so jo Francozi zgradili leta 1716 na mestu današnjega Natcheza v Mississippiju, jih je preživelo 80, ki so se naselili na reki Mississippi 8 milj (13 kilometrov) od Point Coupée, med njimi je bilo 12 bojevnikov.